# Catherine Trautmann

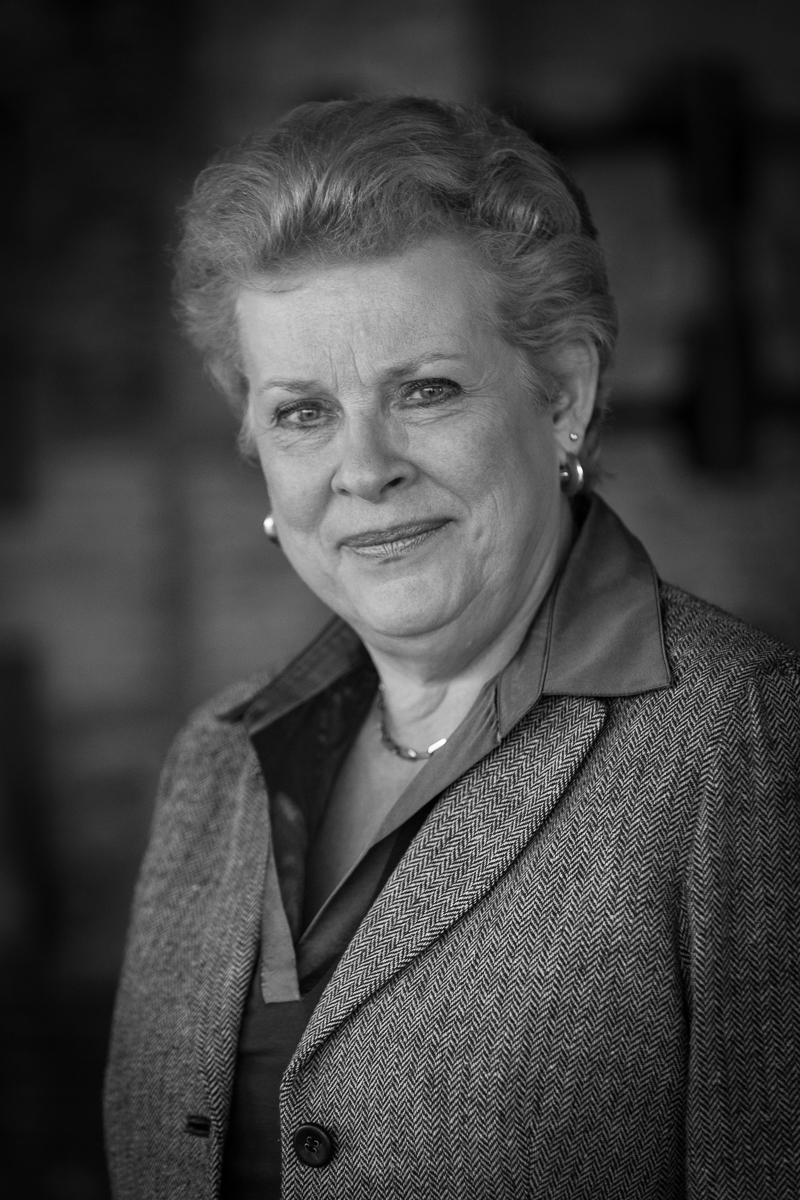
Catherine Trautmann (2016).

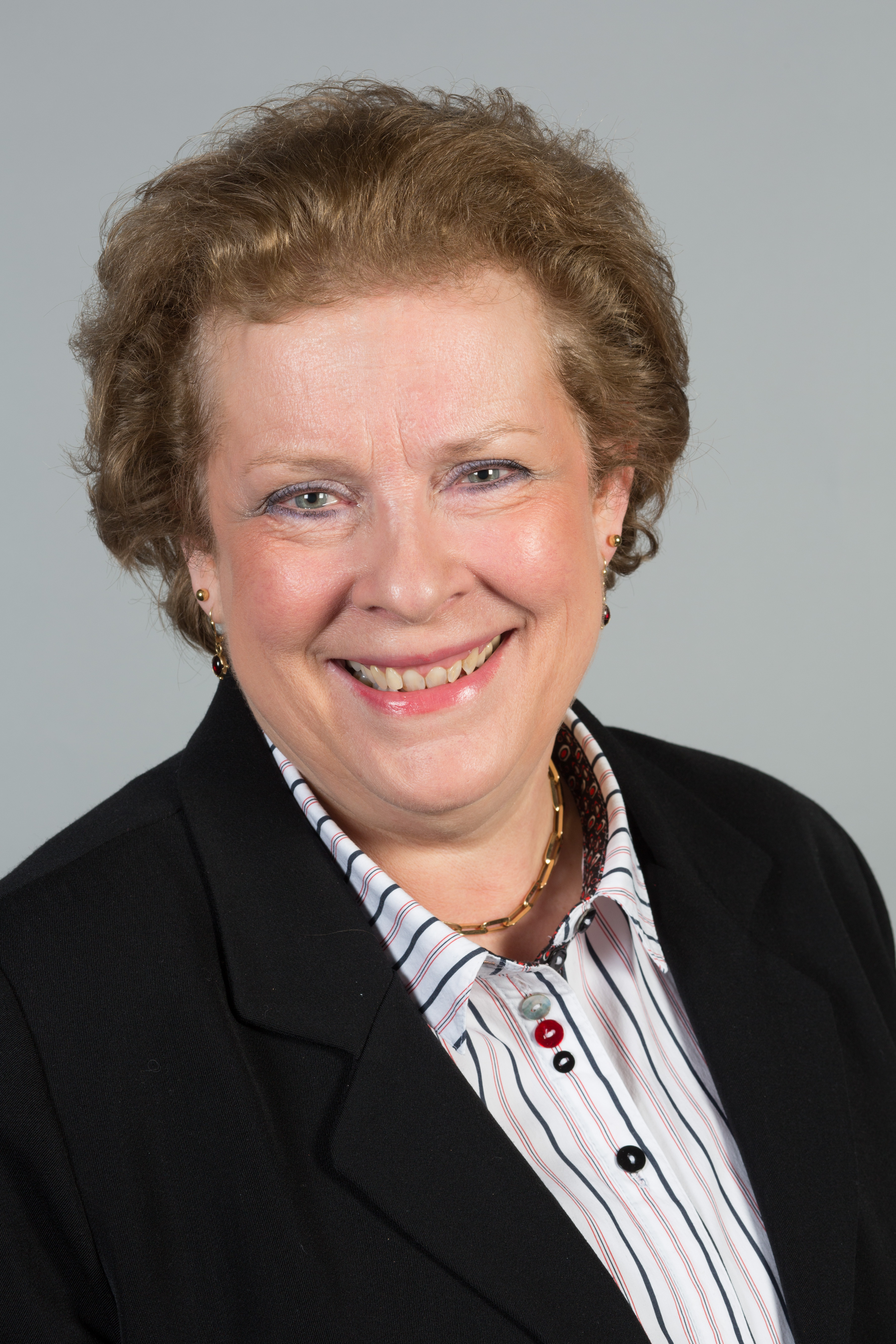
Catherine Trautmann

Catherine Trautmann, född 15 januari 1951 i Strasbourg, är en fransk politiker.
Catherine Trautmann studerade protestantisk teologi till en magisterexamen vid Universitetet i Strasbourg 1975 och är också en expert i koptiska och i koptisk litteratur. Hon var fransk kulturminister 1997-2000. 
Hon var ledamot i Europaparlamentet för Socialistpartiet i Frankrike 1989-1997 och valdes åter in 2004 och återvaldes 2009. Under sin första valperiod i parlamentet var hon ledamot av utskottet för politiska frågor, delegationen för förbindelserna med Tjeckoslovakien (senare delegationen för förbindelserna med Tjeckien och Slovakien) och utskottet för utrikes- och säkerhetsfrågor. Hon var under denna period även suppleant för utskottet för miljö, folkhälsa och konsumentskydd, utskottet för institutionella frågor och delegationen för förbindelserna med Israel. Från 1994 till 1997, under sin andra valperiod, var hon ledamot av budgetutskottet och delegationen för förbindelserna med Kanada samt suppleant för utskottet för forskning, teknologisk utveckling och energi och utskottet för kultur, ungdomsfrågor, utbildning och media.
Efter att Trautmann blivit återvald in i Europaparlamentet 2004 var hon ledamot utskottet för industrifrågor, forskning och energi, delegationen för förbindelserna med Kanada och det tillfälliga utskottet för politiska utmaningar och budgetmedel i ett utvidgat EU 2007–2013. Under samma period var hon suppleant för utskottet för kultur och utbildning och delegationen för förbindelserna med Japan. Under sin fjärde och hittills sista valperiod från 2009 till 2014 var hon ledamot av fiskeriutskottet, delegationen för förbindelserna med Förenta staterna och utskottet för industrifrågor, forskning och energi. Hon under samma period, fast tidigare, suppleant för det sistnämnda. Dessutom var hon suppleant för budgetutskottet.
Hon har också varit fransk parlamentsledamot 1986–1988 och borgmästare i Strasbourg 1989–2001.